# Vòng loại Giải vô địch bóng đá thế giới 2010 – Khu vực châu Phi (Vòng 1)
Bài viết sau đây là tóm tắt của các trận đấu ở vòng 1, vòng loại giải vô địch bóng đá thế giới 2010 khu vực châu Phi. Tại vòng đấu này, mười đội châu Phi có vị trí thấp nhất trên bảng xếp hạng của FIFA ở thời điểm tháng 7 năm 2007 sẽ được phân làm 5 cặp đấu đối đầu trực tiếp chọn ra 5 đội đi tiếp vào vòng sau. Kết quả bốc thăm phân cặp như sau:
- Madagascar v  Comoros
- Somalia v  Eswatini
- São Tomé và Príncipe v  Trung Phi
- Sierra Leone v  Guiné-Bissau
- Seychelles v  Djibouti

Nhưng do São Tomé và Príncipe cùng Cộng hòa Trung Phi bỏ cuộc vào tháng 9. Vì vậy, Swaziland và Seychelles (hai đội có thứ hạng cao nhất trong tổng số 10 đội) được vào thẳng vòng sau. còn Somalia và Djibouti, hai đội đáng ra sẽ gặp hai đội trên, sẽ tạo thành một cặp đấu mới. Cặp đấu diễn ra giữa Djibouti và Somalia chỉ diễn ra một lượt duy nhất tại Djibouti, do Somalia không đáp ứng được đầy đủ các điều kiện của FIFA; hai cặp đấu còn lại diễn ra theo thể thức hai lượt đi và về, sân nhà-sân khách.

## Các trận đấu
| Madagascar                                                                | 6–2      | Comoros                       |
| ------------------------------------------------------------------------- | -------- | ----------------------------- |
| Andriantsima 30' 40' 49' (ph.đ.) 57' · Rakotomandimby 65' · Tsaralaza 79' | Chi tiết | Midtadi 6' · Ibor 53' (ph.đ.) |

| Comoros | 0–4      | Madagascar                                               |
| ------- | -------- | -------------------------------------------------------- |
|         | Chi tiết | Nomenjanaharay 38' 52' · Rakotomandimby 62' · Robson 74' |

| Djibouti      | 1–0      | Somalia |
| ------------- | -------- | ------- |
| H. Yassin 84' | Chi tiết |         |

| Sierra Leone | 1–0      | Guiné-Bissau |
| ------------ | -------- | ------------ |
| Conteh 15'   | Chi tiết |              |

| Guiné-Bissau | 0–0      | Sierra Leone |
| ------------ | -------- | ------------ |
|              | Chi tiết |              |

## Cầu thủ ghi bàn
4 bàn
- Faneva Imà Andriantsima

2 bàn
| - Lalaina Nomenjanaharay | - Rija Rakotomandimby |  |

1 bàn
| - Bakar Ibor - Daoud Midtadi | - Hussein Yassin - Hubert Robson | - Jean Tsaralaza - Kewullay Conteh |